# Seitenschutznetz
Ein Seitenschutznetz dient der Personensicherung und wird vor allem bei Dacharbeiten, beim Brückenbau und beim Arbeiten auf Plattformen als Arbeitsschutzmittel eingesetzt. Sie dienen dazu Personen vor dem Absturz auf Baugerüsten zu schützen und werden offiziell als „Schutznetzsystem U“ (Schutznetz in Tragkonstruktion für vertikale Verwendung) bezeichnet. Seitenschutznetze verhindern zusätzlich, dass Werkzeug oder anderen Bau-Materialien von Baugerüsten auf Personen fallen. Montieren lassen sie sich in Dachfanggerüsten und der Arbeitsebene von Fassadengerüsten auf Baustellen. Hier müssen sie am Gerüstholm befestigt sowie straff gespannt werden. 
Seitenschutznetze sind mit ihrer Fläche überwiegend vertikal ausgerichtet.
Unterschieden werden davon Personenauffangnetze, die mit ihrer Fläche im Wesentlichen  horizontal angebracht werden. Ihr Zweck ist es einen Absturz in seiner vertikalen Bewegung abzufangen.
Damit ein Seitenschutznetz als Absturzsicherung gilt, muss die EN 1263-1 sowie die Sicherheitsregel BGR 179 erfüllt sein. Außerdem sollten die Netze Witterungsbeständigkeit aufweisen und UV-resistent sein. Die Maschenweite darf nicht mehr als 100 Millimeter betragen. 
An jedem Seitenschutznetz befindet sich eine Prüfplakette mit Informationen über die letzte Sicherheitsprüfung. Seitenschutznetze dürfen nur innerhalb von 12 Monate nach der Herstellung verwendet werden. Wenn ältere Netze verwendet werden sollten, muss vorher nachgewiesen werden, dass das Mindest-Energieaufnahmevermögen der Prüfmasche, bzw. des Prüfseils den vom Hersteller angegebenen Wert nicht unterschreitet.
Seitenschutznetze können geknotet oder knotenlos hergestellt werden. Geknotete Netze werden aus gedrehtem oder geflochtenem Garn hergestellt. Sie haben eine geringere Dehnung und somit eine bessere Flächenstabilität. Die Netze bestehen aus Polyethylen oder Polypropylen.